# Niezrealizowane projekty czeskich trolejbusów
Artykuł przedstawia niezrealizowane projekty czechosłowackich i czeskich trolejbusów.

## Škoda

### 4Tr

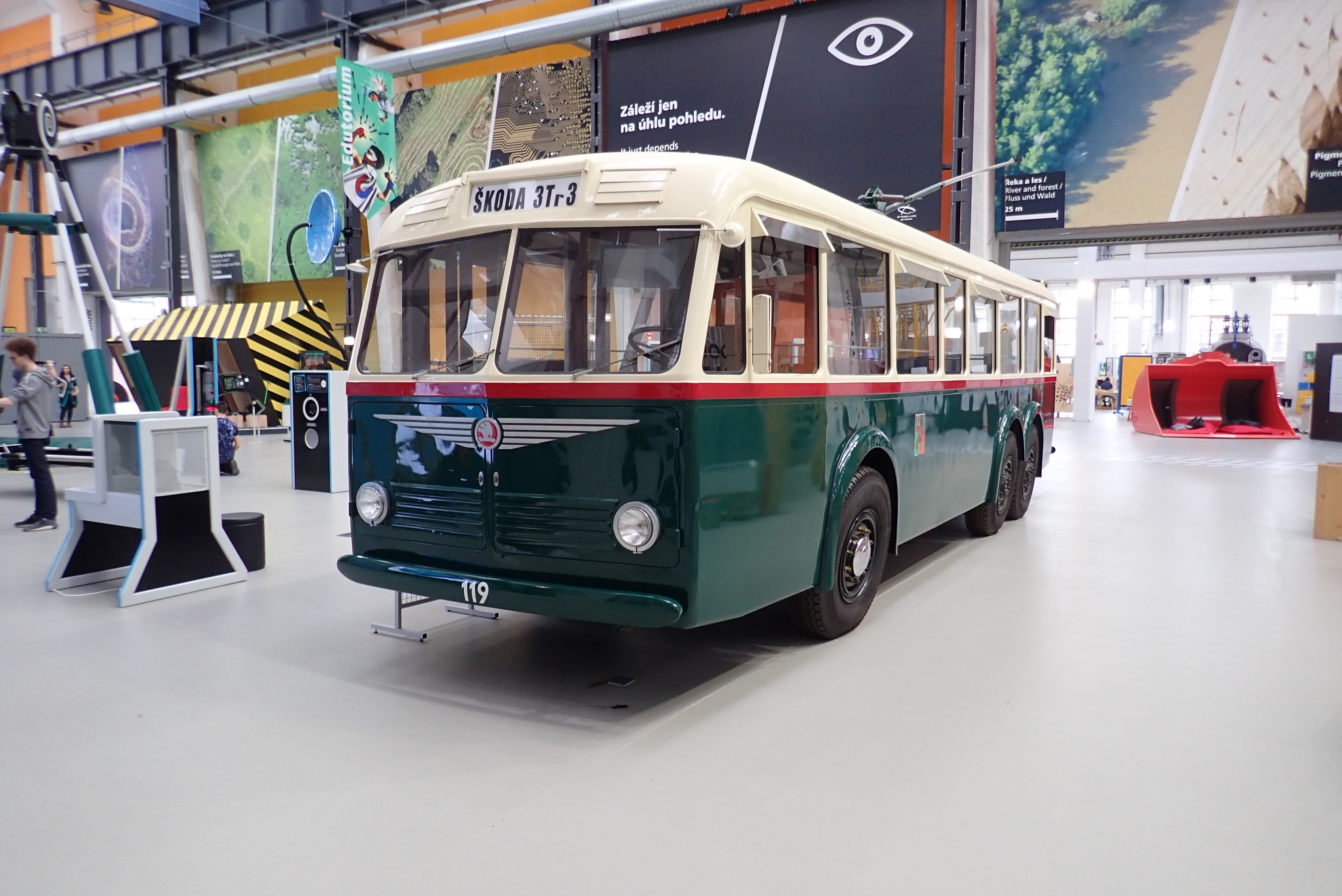
4Tr miał być rozwinięciem konstrukcyjnym 3Tr (na zdjęciu)

Projekt trolejbusu 4Tr powstał w Škodzie w 1942 roku, kiedy firma nosiła nazwę Reichswerke-Hermann-Göring AG. Miał to być pojazd konstrukcyjnie oparty na dwóch pierwszych seriach Škody 3Tr, z którymi miał mieć niemal identyczne podwozie z trzema osiami, nadwozie (wymiary i kształt) oraz inne wyposażenie, takie jak zawieszenie, rodzaj hamulców, siedzenia wzdłużne, dwoje drzwi itp. Nowością miały być dwa mocniejsze silniki prądu stałego połączone na stałe szeregowo, każdy o mocy 60 kW. Każdy z nich miał napędzać jedną oś.
- Długość: 10 550 mm
- Szerokość: 2300 mm
- Wysokość: 3360 mm
- Masa własna: 10 600 kg
- Maksymalna prędkość: 45 km/h

### 5Tr
W 1943 roku Škoda opracowała projekt trolejbusu 5Tr, który miał być przeznaczony dla mniejszych miejscowości, rozważających wówczas wprowadzenie transportu trolejbusowego (np. Prościejów). Zmieniono ogólną koncepcję pojazdu, który miał mieć samonośne, całkowicie metalowe nadwozie i dwie osie. Tylna, sztywna oś miała być napędzana szeregowym silnikiem elektrycznym o mocy 65 kW, trolejbusy miały być wyposażone w hamulce pneumatyczno-hydrauliczne, hamulce oporowe elektryczne i hamulce postojowe. Po prawej stronie miało znajdować się dwoje drzwi, a układ siedzeń we wnętrzu mógł być zarówno wzdłużny, jak i poprzeczny.
- Długość: 9100 mm
- Szerokość: 2500 mm
- Wysokość: 3340 mm
- Masa pustego pojazdu: 7000 kg
- Maksymalna prędkość: 45 km/h
- Łączna liczba miejsc: 52 (układ siedzeń wzdłużny) / 50 (układ siedzeń poprzeczny)
  - miejsca siedzące: 26 / 37
  - miejsca stojące: 26 / 13

### 10Tr

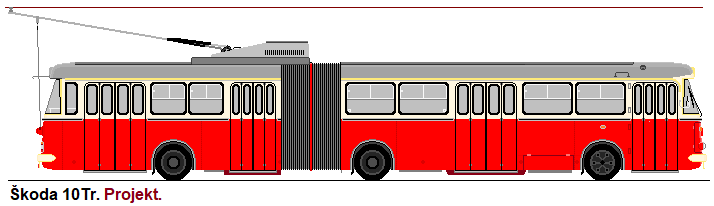
Škoda 10Tr

10Tr miał być przegubową wersją standardowego trolejbusu Škoda 9Tr. Większość części miała być identyczna z wersją krótką, co miało uprościć naprawy. Trolejbus zaprojektowano na przełomie lat 50. i 60. XX wieku, pierwszy wariant powstał na bazie prototypu 9Tr z 1958 roku, kolejne wersje bazowały już na trolejbusach serii 9Tr produkowanych od 1960 r. Układ siedzeń we wnętrzu miał być poprzeczny, z trojgiem lub czworgiem drzwi po prawej stronie. Trolejbus miał być napędzany dwoma szeregowymi silnikami elektrycznymi, każdy o mocy 110 kW lub 120 kW miał napędzać drugą i trzecią oś.
Pomysł budowy przegubowego trolejbusu w oparciu o nadwozia Škody zrealizowano w 1959 r. w PRL, konstruując trolejbus Škoda/Vetra/MZK z wykorzystaniem nadwozi trolejbusów 8Tr.
- Długość: 16 000 mm
- Szerokość: 2500 mm
- Wysokość: 3246 mm / 3251 mm
- Masa własna: 13 500 kg
- Maksymalna prędkość: 60 km/h
- Łączna liczba miejsc: 111
  - miejsca siedzące: 33
  - miejsca stojące: 78

### 12Tr

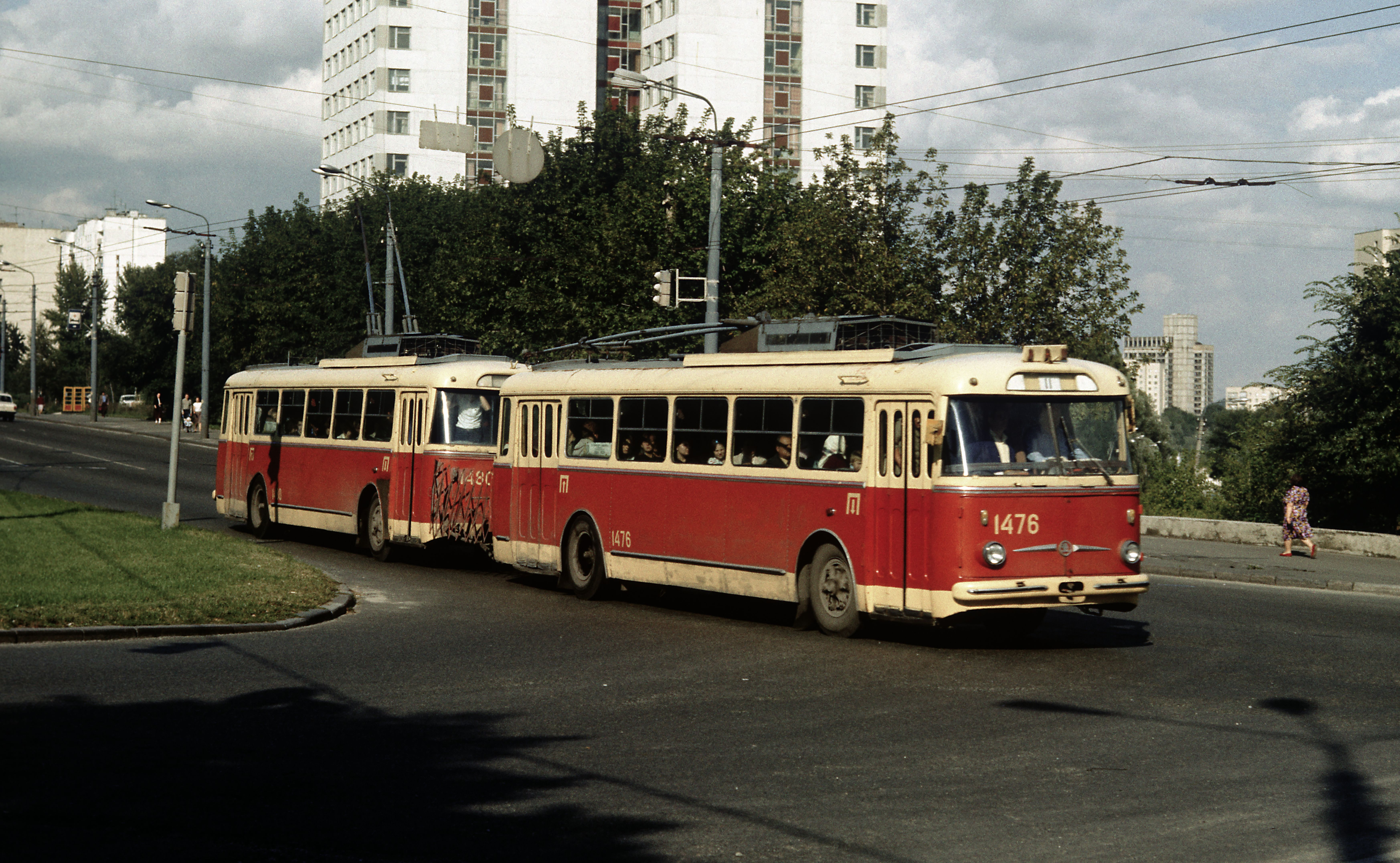
Skład trolejbusów 9Tr: de facto realizacja projektu 12Tr

Dla zagranicznych nabywców trolejbusów marki Škoda (głównie ze Związku Radzieckiego) w drugiej połowie lat 60. zaproponowano projekt dwóch sprzęgniętych trolejbusów typu 9Tr (tzw. szczepka), które mogłyby być sterowane przez jednego kierowcę. Same pojazdy miały być identyczne z typem 9Tr, jedynym nowym rozwiązaniem było połączenie obu trolejbusów w części mechanicznej i elektrycznej (sterowanie kierownicą, obwody pomocnicze i sterujące itp.). Zestaw mógł być w razie potrzeby rozłączony, a przedni pojazd mógł być eksploatowany pojedynczo; tylny pojazd pełnił funkcję doczepy i miał tylko ograniczone możliwości samodzielnej eksploatacji. Chociaż typ 12Tr nie był produkowany przez Škodę, operatorzy w Związku Radzieckim połączyli w podobny sposób trolejbusy 9Tr, a w Rydze przyjęto dla tych zestawów oznaczenie 12Tr. W ten sposób zbudowano w ZSRR około 500 zestawów, najwięcej w Kijowie (około 300 zestawów; pierwsze z nich trafiły do służby w marcu 1968) oraz w Rydze (około 100 od 1976). Poza Związkiem Radzieckim zestawy te pojawiły się w drugiej połowie lat 70. XX wieku jedynie w liczbie trzech lub czterech w Sofii w Bułgarii.
- Długość: 23 610 mm
- Szerokość: 2500 mm
- Wysokość: 3420 mm
- Łączna liczba miejsc: 139 (wersja dwudrzwiowa) / 139 (wersja trzydrzwiowa)
  - miejsca siedzące: 81 / 55
  - miejsca stojące: 58 / 84

### 13Tr

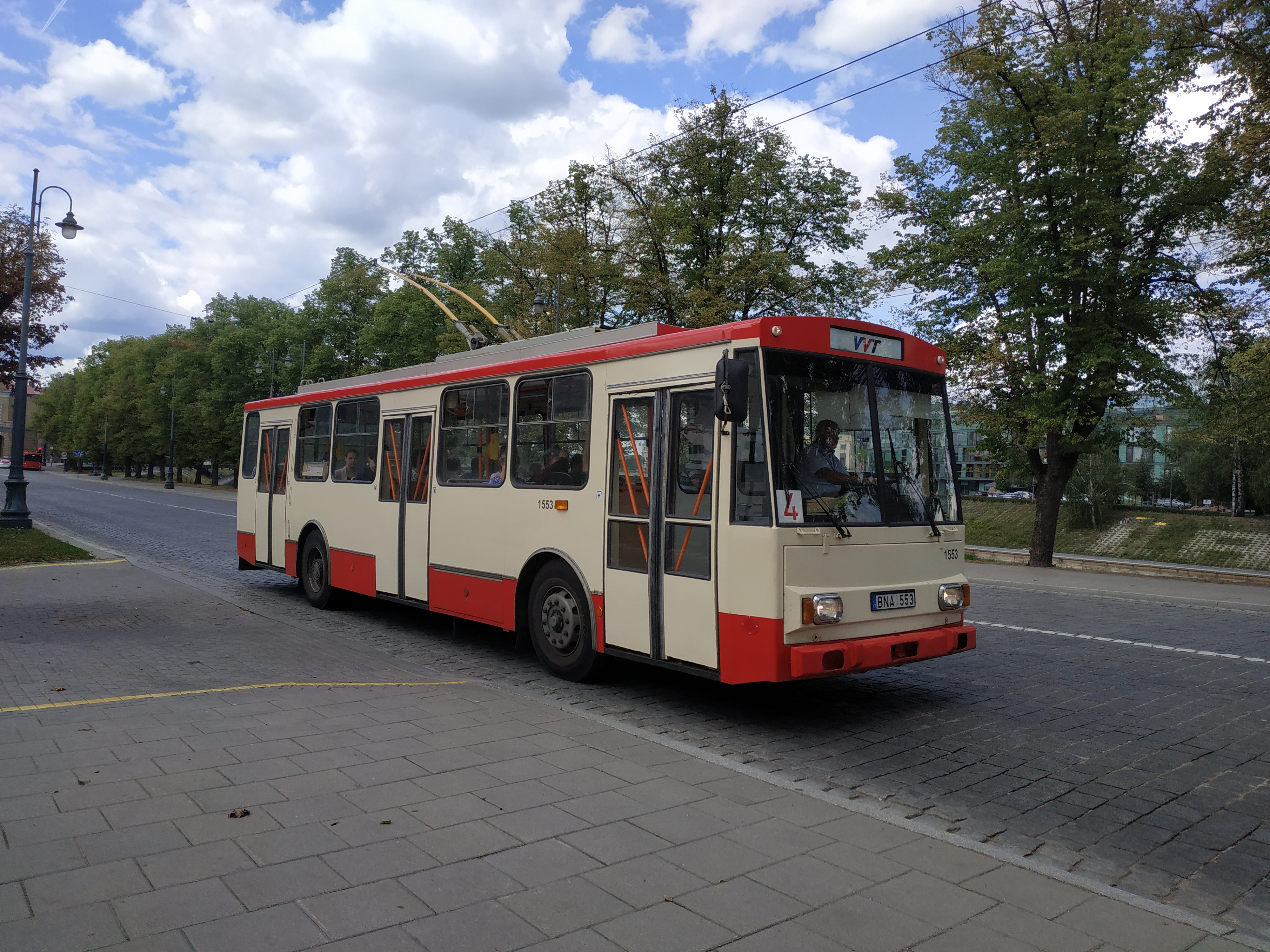
W oparciu o projekt 13Tr powstały trolejbusy 14Tr (na zdjęciu)

Projekt trolejbusu 13Tr opracowano w 1969 roku. Miał to być dwuosiowy trolejbus. Siedzenia we wnętrzu miały być rozmieszczone tylko poprzecznie. Zgodnie z życzeniem klienta miała istnieć możliwość montażu jednych, dwojga lub trojga drzwi. Napęd miały zapewniać silniki elektryczne prądu stałego z tyrystorowym sterowaniem impulsowym. Koncepcja pojazdu (zwłaszcza jego kształt) została później wykorzystana w produkowanej seryjnie Škodzie 14Tr.
- Długość: 10 960 mm
- Szerokość: 2500 mm
- Wysokość: 3355 mm
- Masa własna: 8550 kg
- Maksymalna prędkość: 65 km/h
- Łączna liczba miejsc: 45 (jednodrzwiowy) / 70 (dwudrzwiowy) / 69 (trzydrzwiowy)
  - miejsca siedzące: 45 / 32 / 23
  - miejsca stojące: 0 / 38 / 46

### 16Tr
Škoda 16Tr miała być zmodernizowaną wersją trolejbusu 14Tr produkowaną w drugiej połowie lat 80. XX wieku i oprócz wyposażenia elektrycznego miała ulec zmianie również konstrukcja pojazdu. W innym projekcie modernizacji typu 14Tr, który później zrealizowano, ze względów komercyjnych zastosowano nazwę Škoda 14TrM.

### 18Tr

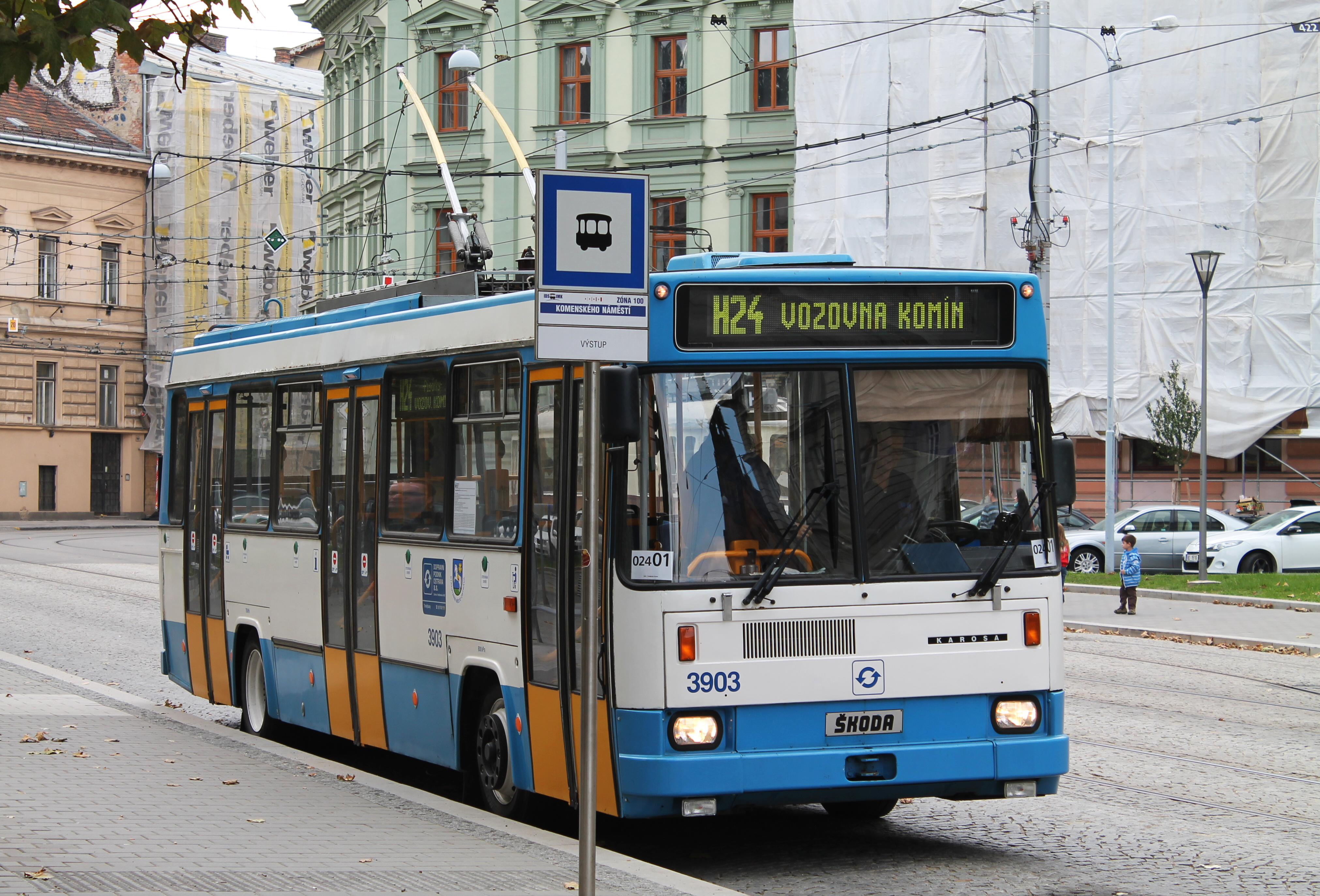
Škoda 18Tr miała być przegubową wersją 17Tr (na zdjęciu)

W ramach projektu unifikowanej serii pojazdów transportu publicznego, rozwijanego od połowy lat 80., planowano również produkcję przegubowego (dwuczłonowego) trolejbusu Škoda 18Tr, który miał być rozwinięciem standardowej Škody 17Tr i zastąpić produkowany model 15Tr. Zaprojektowano go w 1985 r., a produkcja dwóch prototypów planowana była na 1989 r. Projekt ujednoliconej serii został jednak wstrzymany, wyprodukowano jedynie funkcjonalne egzemplarze i prototypy standardowych trolejbusów 17Tr oraz autobusów Karosa B 831. Napęd miały zapewniać dwa silniki elektryczne, każdy o mocy 100 lub 120 kW i każdy zasilany własnym przetwornikiem. Przykładowo Dopravní podnik hlavního města Prahy, który już w drugiej połowie lat 80. pracował nad przywróceniem ruchu trolejbusów, planowała zakup trolejbusów Škoda 18Tr. Nie zrealizowano jednak ani jednego projektu.
- Maksymalna prędkość: 70 km/h
- Łączna liczba miejsc: 168
  - liczba miejsc siedzących: 48
  - miejsca stojące: 120

### 19Tr
W ramach unifikowanej linii pojazdów transportu publicznego z lat 80. zaprojektowano również czteroosiowy, trójczłonowy trolejbus Škoda 19Tr z czterema lub pięcioma drzwiami, będący pochodną standardowej Škody 17Tr. Projekt został opracowany przez pracowników Škody Ostrov poza zleceniem państwowym, które obejmowało opracowanie pojedynczego pojazdu o długości 12 metrów i 18 metrów w układzie segmentowym. Trolejbus 19Tr miał być wyposażony w dwa silniki elektryczne, każdy o mocy 100 kW lub 120 kW. Stopień unifikacji z innymi pojazdami tej serii nie byłby jednak wysoki, dlatego dalszych prac nad projektem nie kontynuowano.
- Długość: 24 m

### 20Tr

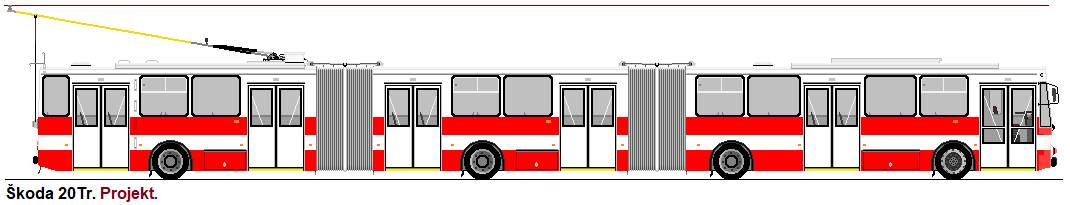
Škoda 20Tr

Škoda 20Tr była projektem trolejbusu trójczłonowego, wywodzącego się z modelu 14Tr. Miał on być wyposażony w dwa silniki elektryczne, każdy o mocy 100 kW. Konstrukcyjnie miał to być czteroosiowy trolejbus oparty na przygotowywanym wówczas przegubowym typie 15Tr, pomiędzy którego dwoma członami miał zostać wstawiony trzeci człon z jedną osią i jednymi drzwiami. Ten pojazd o dużej pojemności miał być przeznaczony dla operatorów w Związku Radzieckim jako następca przygotowywanego wówczas trolejbusu Škoda TV – 14Tr; jednak radzieckie przedsiębiorstwa transportowe odrzuciły to rozwiązanie. Studium, później oznaczone jako 20Tr, powstało w 1983 r.

### 23Tr

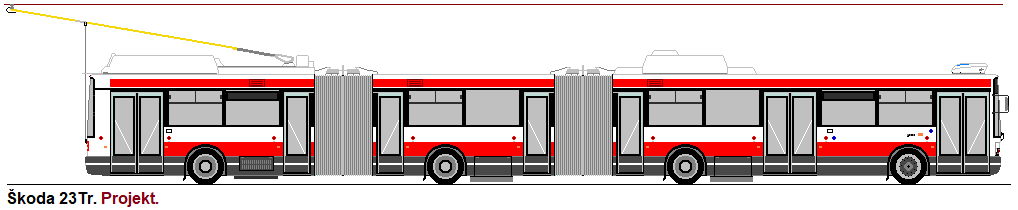
Škoda 23Tr

Projekt trójczłonowego trolejbusu niskopodłogowego, bazującego na modelu Škoda 21Tr, miał zostać oznaczony jako 23Tr. Napęd miały zapewniać dwa silniki elektryczne, każdy o mocy 140–175 kW. W 1991 r. DPMP, który rozważał wówczas odbudowę sieci trolejbusowej, zaproponowano pojazd czteroosiowy z dwiema osiami napędowymi i siedmiorgiem drzwi (w tym dwojgiem jednoskrzydłowych). Żaden z projektów nie został jednak zrealizowany.

### 29Tr
Oznaczenie Škoda 29Tr przyjęto dla projektu trójczłonowego trolejbusu. Projektem Škoda zajmowała się od 2012 r.

### Inne projekty
W czasie II wojny światowej opracowywano projekty innych trolejbusów. W 1940 r. zaprojektowano dwuosiowy trolejbus dla Bratysławy, a później powstał projekt dla Zlína, który wyglądem przypominał dostarczone pojazdy typu FBW/BBC.
Trolejbus o nazwie „Wenezuela” został zaprojektowany dla stolicy Wenezueli, Caracas, w 1947 r. Miał to być mały, dwuosiowy trolejbus (długość 8150 mm, szerokość 2050 mm) z dwojgiem dwuczęściowych drzwi po prawej stronie. Miejsca dla pasażerów miały być rozmieszczone poprzecznie.

## Sodomka
W latach 40. XX w. w zakładach Sodomka (poźniejszej Karosie) opracowano projekt dwuczłonowego, przegubowego, czteroosiowego trolejbusu. Nietypowym rozwiązaniem było oparcie przedniego członu aż na trzech osiach oraz umieszczenie na jego dachu odbieraka prądu. Do wnętrza miało prowadzić dwoje drzwi.

## Tatra

### Trolleybus
Pierwszy projekt nowoczesnego czechosłowackiego trolejbusu, wykonany w 1933 r. Trolejbus miał mieć długość 6,3 m oraz pojedyncze, ręcznie otwierane drzwi. Wewnątrz planowano rozmieścić 21 siedzeń.

### T 402/T 403
Projekt czteroosiowego, dwuczłonowego, przegubowego trolejbusu Tatra T 402 powstał w oparciu o bezprzegubowy prototyp trolejbusu Tatra T 401. Napęd miały stanowić cztery silniki o mocy 45 kW każdy. Z kolei T 403 miał być krótszym, dwuosiowym wariantem Tatry T 401.